# Du bist nicht allein (1949)
Du bist nicht allein ist ein deutsches Zeitmelodram aus dem Jahre 1949 von Paul Verhoeven mit Carola Höhn und Peter Pasetti in den Hauptrollen.

## Handlung
Deutschland, in der frühen Nachkriegszeit. Michael Dieffenbach ist aus dem Zweiten Weltkrieg heimgekehrt und trifft, wie so viele Männer jener Zeit, auf ein tief traumatisiertes und nicht nur baulich zerstörtes Land. Er lernt die noch junge Marianne Vogt kennen, die sehnsüchtig auf die Rückkehr ihres Gatten und Vater ihres Kindes wartet. Man gibt sich gegenseitig Halt und neue Lebenshoffnung, und Marianne ist kurz davor, sich mit dem Gedanken zu arrangieren, dass ihr Gatte im Krieg gefallen ist und mit dem alten Kapitel abzuschließen – wäre da nicht der alte Schwiegervater. Er verlangt nicht weniger, als dass Marianne in der Erinnerung an seinen (vermutlich gefallenen) Sohn weiterleben soll, egal, ob er noch lebt oder nicht. Doch eines Tages muss auch er einsehen, dass die frisch erblühende Liebe zwischen Marianne und Michael tiefer ist als das Gedenken an die Toten und die Vergangenheit.

## Produktionsnotizen
Du bist nicht allein entstand im Winter 1948/49 in den Filmstudios von Geiselgasteig sowie in München und am Chiemsee. Der Film passierte im März 1949 die alliierte Filmzensur und wurde am 15. April 1949 uraufgeführt. Die Berliner Premiere war am 20. Juni 1949 im Westen der Stadt. 
August Rittig wirkte als Produktionsleiter. Franz Bi und Rudolf Pfenninger gestalteten die Filmbauten. Carl Becker kümmerte sich um den Ton, Theo Nischwitz gestaltete die Spezialeffekte.
Du bist nicht allein war der einzige Film, den Paul Verhoeven mit seiner kurzlebigen eigenen Produktionsfirma herstellte.

## Kritik
„Routiniert inszeniertes Drama um ein typisches Problem der Nachkriegszeit.“